# Cascalho (filme)
Cascalho é um filme brasileiro de 2004, dirigido por Tuna Espinheira, com os atores Othon Bastos e Irving São Paulo nos papéis principais, vivendo, respectivamente, um poderoso  "coronel" e um promotor de justiça.  
O filme, rodado na  Chapada Diamantina, contém belas imagens da região.

## Sinopse
Na década de 1930, "coronéis", garimpeiros e aventureiros são atraídos  para a Chapada Diamantina em busca do enriquecimento rápido proporcionado pela mineração de diamantes na região. Com muitas brigas e muito esforço, contando sempre com a sorte, alguns conseguiam, eventualmente, pequenas fortunas, que rapidamente dissipavam nos bordeis locais.

## Elenco
- Othon Bastos ...Germano
- Ângelo Roberto ...Ângelo Gambá
- Emmanuel Cavalcanti ...Justino
- Harildo Deda ...Quelezinho
- Jorge Coutinho ...Zé do Peixoto
- Gildásio Leite ...Silvério
- Irving São Paulo ...Promotor Omar
- Lúcio Tranchesi ...Filó Finança
- Wilson Mello ...Dr. Marcolino
- Caco Monteiro ...Delegado Ezequiel
- Júlio Góis ...Nascimento
- Agnaldo Lopes ...Peba
- Maria Rosa Espinheira ...Rosa do Brejo

## Ficha Técnica
- Direção e roteiro: Tuna Espinheira
- Assistente de Direção: Rubens Shinkai e Irving São Paulo
- Fotografia: Luís Abramo
- Produção executiva: Márcio Curi
- Montagem: Flávia Celestino, Flávio Zettel e Tuna Espinheira
- Som direto: Toninho Muricy
- Direção de arte: Moacyr Gramacho
- Direção de produção: Luiz Antonio Gerace (Chacra).
- Direção de planejamento: Chico Drumond
- Montagem: Flavia Celestino, Flavio Zettel e Tuna Espinheira.
- Edição de som: Daniel Mazzuca.
- Figurino: Moacyr Gramacho e Maurício Martins
- Trilha sonora: Aderbal Duarte
- Música original: Walter Queiroz
- Produção: Asa Cinema e Vídeo